# Campeonato da NACAC de Atletismo Sub-25 de 2000 - Resultados
Esses foram os resultados do Campeonato da NACAC de Atletismo Sub-25 de 2000 que ocorreram de 3 a 5 de agosto de 2000, na Universidad Autónoma de Nuevo León, em Monterrei, no México. 

## Resultado masculino

### 100 metros
| Posição           | Atleta               | Nacionalidade            | Tempo | Notas |
| ----------------- | -------------------- | ------------------------ | ----- | ----- |
| Medalha de ouro   | Kim Collins          | São Cristóvão e Neves    | 10.46 |       |
| Medalha de prata  | Nicolas Macrozonaris | Canadá                   | 10.75 |       |
| Medalha de bronze | Dion Crabbe          | Ilhas Virgens Britânicas | 10.82 |       |
| 4                 | Rogelio Pizarro      | Porto Rico               | 11.04 |       |
| 5                 | Ebener Dueñas        | México                   | 11.06 |       |
| 6                 | Russell Brooks       | Canadá                   | 11.07 |       |
| 7                 | Everton Evelyn       | Barbados                 | 11.14 |       |
| 8                 | Errol Thurton        | Belize                   | 11.34 |       |

| Posição | Atleta               | Nacionalidade            | Tempo | Notas |
| ------- | -------------------- | ------------------------ | ----- | ----- |
| 1       | Dion Crabbe          | Ilhas Virgens Britânicas | 10.72 | Q     |
| 2       | Everton Evelyn       | Barbados                 | 10.90 | Q     |
| 3       | Ebener Dueñas        | México                   | 10.92 | Q     |
| 4       | Russell Brooks       | Canadá                   | 10.93 | q     |
| 5       | Félix Omar Fernández | Porto Rico               | 10.96 |       |
| 6       | Jayson Jones         | Belize                   | 10.98 |       |
| 7       | Dwight Thomas        | Jamaica                  | DNF   |       |

| Posição | Atleta                | Nacionalidade         | Tempo | Notas |
| ------- | --------------------- | --------------------- | ----- | ----- |
| 1       | Kim Collins           | São Cristóvão e Neves | 10.50 | Q     |
| 2       | Nicolas Macrozonaris  | Canadá                | 10.59 | Q     |
| 3       | Rogelio Pizarro       | Porto Rico            | 10.78 | Q     |
| 4       | Errol Thurton         | Belize                | 10.94 | q     |
| 5       | Jorge Ramirez Plazola | México                | 11.02 |       |
| 6       | James Sherwin         | Dominica              | 11.03 |       |
| 7       | Tacey Harper          | Trinidad e Tobago     | 11.20 |       |

### 200 metros
| Posição           | Atleta            | Nacionalidade            | Tempo | Notas |
| ----------------- | ----------------- | ------------------------ | ----- | ----- |
| Medalha de ouro   | Kim Collins       | São Cristóvão e Neves    | 20.53 |       |
| Medalha de prata  | Dominic Demeritte | Bahamas                  | 20.85 |       |
| Medalha de bronze | Dion Crabbe       | Ilhas Virgens Britânicas | 21.27 |       |
| 4                 | Jairo Duzant      | Antilhas Holandesas      | 21.59 |       |
| 5                 | Russell Brooks    | Canadá                   | 21.87 |       |
| 6                 | Rubén Chávez      | México                   | 21.91 |       |
| 7                 | Osvaldo Nieves    | Porto Rico               | 22.13 |       |
| 8                 | Steve Augustine   | Ilhas Virgens Britânicas | 22.18 |       |

| Posição | Atleta        | Nacionalidade            | Tempo | Notas |
| ------- | ------------- | ------------------------ | ----- | ----- |
| 1       | Kim Collins   | São Cristóvão e Neves    | 21.42 | Q     |
| 2       | Dion Crabbe   | Ilhas Virgens Britânicas | 21.43 | Q     |
| 3       | Jairo Duzant  | Antilhas Holandesas      | 21.61 | Q     |
| 4       | James Sherwin | Dominica                 | 21.97 |       |
| 5       | Jayson Jones  | Belize                   | 22.16 |       |
| 6       | Javier Gijón  | México                   | 22.34 |       |

| Posição | Atleta            | Nacionalidade            | Tempo | Notas |
| ------- | ----------------- | ------------------------ | ----- | ----- |
| 1       | Dominic Demeritte | Bahamas                  | 21.55 | Q     |
| 2       | Russell Brooks    | Canadá                   | 21.85 | Q     |
| 3       | Rubén Chávez      | México                   | 21.88 | Q     |
| 4       | Steve Augustine   | Ilhas Virgens Britânicas | 21.92 | q     |
| 5       | Osvaldo Nieves    | Porto Rico               | 21.94 | q     |

### 400 metros
Final   – 4 de agosto
| Posição           | Atleta            | Nacionalidade | Tempo | Notas |
| ----------------- | ----------------- | ------------- | ----- | ----- |
| Medalha de ouro   | Fabian Rollins    | Barbados      | 46.01 |       |
| Medalha de prata  | Christopher Brown | Bahamas       | 46.02 |       |
| Medalha de bronze | David Coombs      | Jamaica       | 46.86 |       |
| 4                 | Wilan Louis       | Barbados      | 47.53 |       |
| 5                 | Jesús Torres      | Porto Rico    | 47.96 |       |
| 6                 | Khalid Brooks     | Anguila       | 54.58 |       |

### 800 metros
Final  – 5 de agosto

| Posição           | Atleta            | Nacionalidade            | Tempo   | Notas |
| ----------------- | ----------------- | ------------------------ | ------- | ----- |
| Medalha de ouro   | Milton Browne     | Barbados                 | 1:51.02 |       |
| Medalha de prata  | Martin Cluff      | Canadá                   | 1:51.20 |       |
| Medalha de bronze | Heleodoro Navarro | México                   | 1:52.12 |       |
| 4                 | Rodolfo Gómez     | México                   | 1:52.43 |       |
| 5                 | Nickie Peters     | São Vicente e Granadinas | 1:54.26 |       |
| 6                 | Juan Pablo Tutila | El Salvador              | 1:58.52 |       |

### 1.500 metros
Final  – 3 de agosto

| Posição           | Atleta               | Nacionalidade            | Tempo   | Notas |
| ----------------- | -------------------- | ------------------------ | ------- | ----- |
| Medalha de ouro   | Jonathon Riley       | Estados Unidos           | 3:45.48 |       |
| Medalha de prata  | Alejandro Suárez     | México                   | 3:48.09 |       |
| Medalha de bronze | Luis Manuel Arias    | México                   | 3:49.79 |       |
| 4                 | Andy Powell          | Estados Unidos           | 3:49.79 |       |
| 5                 | Heleodoro Navarro    | México                   | 3:55.05 |       |
| 6                 | Carlos Augusto Allen | Guatemala                | 3:56.54 |       |
| 7                 | Nickie Peters        | São Vicente e Granadinas | 4:07.92 |       |

### 5.000 metros
Final  – 5 de agosto

| Posição           | Atleta           | Nacionalidade  | Tempo    | Notas |
| ----------------- | ---------------- | -------------- | -------- | ----- |
| Medalha de ouro   | Alejandro Suárez | México         | 14:11.48 |       |
| Medalha de prata  | Jason Balkman    | Estados Unidos | 14:16.44 |       |
| Medalha de bronze | Nathan Nutter    | Estados Unidos | 14:26.25 |       |
| 4                 | Omar Chavarría   | México         | 14:42.52 |       |
| 5                 | Peter Watson     | Canadá         | DNF      |       |

### 10.000 metros
Final  – 3 de agosto

| Posição           | Atleta           | Nacionalidade | Tempo    | Notas |
| ----------------- | ---------------- | ------------- | -------- | ----- |
| Medalha de ouro   | David Galindo    | México        | 31:03.25 |       |
| Medalha de prata  | Jonathan Morales | México        | 31:48.66 |       |
| Medalha de bronze | Sergio de León   | Guatemala     | 32:05.08 |       |

### 110 metros barreiras
Final  – 5 de agosto

Vento: -1.9 m/s
| Rank              | Name              | Nationality       | Time  | Notes |
| ----------------- | ----------------- | ----------------- | ----- | ----- |
| Medalha de ouro   | Aubrey Herring    | Estados Unidos    | 13.96 |       |
| Medalha de prata  | Andrew Lissade    | Canadá            | 13.98 |       |
| Medalha de bronze | Randy Gillon      | Antígua e Barbuda | 14.33 |       |
| 4                 | Hugh Henry        | Barbados          | 14.46 |       |
| 5                 | Ryan Clarke       | Jamaica           | 14.91 |       |
| 6                 | Roberto Castrejón | México            | 14.96 |       |
| 7                 | Roberto Carbajal  | México            | 15.29 |       |

### 400 metros barreiras
| Posição           | Atleta          | Nacionalidade            | Tempo | Notas |
| ----------------- | --------------- | ------------------------ | ----- | ----- |
| Medalha de ouro   | Nick Stewart    | Canadá                   | 50.06 |       |
| Medalha de prata  | Jeff Ellis      | Canadá                   | 50.76 |       |
| Medalha de bronze | Ryan Clarke     | Jamaica                  | 50.94 |       |
| 4                 | Kurt Duncan     | Jamaica                  | 51.04 |       |
| 5                 | Ryan King       | Barbados                 | 51.16 |       |
| 6                 | Steve Augustine | Ilhas Virgens Britânicas | 51.41 |       |
| 7                 | Ednol Rolle     | Bahamas                  | 51.42 |       |
| 8                 | Ricky Harris    | Estados Unidos           | 51.45 |       |

| Posição | Atleta       | Nacionalidade  | Tempo | Notas |
| ------- | ------------ | -------------- | ----- | ----- |
| 1       | Ricky Harris | Estados Unidos | 51.04 | Q     |
| 2       | Jeff Ellis   | Canadá         | 51.35 | Q     |
| 3       | Ednol Rolle  | Bahamas        | 52.10 | Q     |
| 3       | Kurt Duncan  | Jamaica        | 52.10 | q     |

| Posição | Atleta          | Nacionalidade            | Tempo | Notas |
| ------- | --------------- | ------------------------ | ----- | ----- |
| 1       | Ryan Clarke     | Jamaica                  | 51.28 | Q     |
| 2       | Ryan King       | Barbados                 | 51.39 | Q     |
| 3       | Nick Stewart    | Canadá                   | 52.05 | Q     |
| 4       | Steve Augustine | Ilhas Virgens Britânicas | 52.19 | q     |
| 5       | Israel Benítez  | México                   | 53.16 |       |

### 3.000 metros com obstáculos
Final  – 4 de agosto

| Posição           | Atleta           | Nacionalidade  | Tempo   | Notas |
| ----------------- | ---------------- | -------------- | ------- | ----- |
| Medalha de ouro   | Tom Chorny       | Estados Unidos | 8:47.98 |       |
| Medalha de prata  | Chuck Sloan      | Estados Unidos | 8:48.60 |       |
| Medalha de bronze | Alexander Greaux | Porto Rico     | 9:00.61 |       |
| 4                 | Dennys Salgado   | México         | 9:14.59 |       |
| 5                 | Erick Arenas     | México         | 9:19.19 |       |
| 6                 | Fredy Velásquez  | Guatemala      | 9:22.48 |       |

### Revezamento 4x100 m
Final  – 4 de agosto

| Posição         | Nacionalidade | Atletas | Tempo | Notas |
| --------------- | ------------- | ------- | ----- | ----- |
| Medalha de ouro | Porto Rico    |         | 40.45 |       |
| 9               | México        |         | DSQ   |       |
| 9               | Canadá        |         | DSQ   |       |

### Revezamento 4x400 m
Final  – 5 de agosto

| Posição           | Nacionalidade | Atletas                                                         | Tempo   | Notas |
| ----------------- | ------------- | --------------------------------------------------------------- | ------- | ----- |
| Medalha de ouro   | Barbados      |                                                                 | 3:10.76 |       |
| Medalha de prata  | México        | Israel Benítez Roberto Carbajal Roberto Castrejón Ebener Dueñas | 3:13.66 |       |
| Medalha de bronze | Canadá        |                                                                 | 3:25.33 |       |

### Meia maratona
Final  – 5 de agosto

| Posição           | Atleta              | Nacionalidade | Tempo      | Notas |
| ----------------- | ------------------- | ------------- | ---------- | ----- |
| Medalha de ouro   | Hugo Romero         | México        | 1:08:58.66 |       |
| Medalha de prata  | Ariel Aguirre       | México        | 1:09:35.62 |       |
| Medalha de bronze | Francisco Mondragón | México        | 1:10:14.65 |       |

### 20 km marcha atlética
Final  – 4 de agosto

| Posição           | Atleta          | Nacionalidade  | Tempo      | Notas |
| ----------------- | --------------- | -------------- | ---------- | ----- |
| Medalha de ouro   | Edgar Hernández | México         | 1:25:36.67 |       |
| Medalha de prata  | Jesús Sánchez   | México         | 1:29:30.64 |       |
| Medalha de bronze | John Nunn       | Estados Unidos | 1:45:37.35 |       |

### Salto em altura
Final  – 5 de agosto

| Posição           | Atleta          | Nacionalidade  | Resultado | Notas |
| ----------------- | --------------- | -------------- | --------- | ----- |
| Medalha de ouro   | Jesse Lipscombe | Canadá         | 2.20m     |       |
| Medalha de prata  | Jeremy Fischer  | Estados Unidos | 2.15m     |       |
| Medalha de bronze | Damon Thompson  | Barbados       | 2.05m     |       |
| 4                 | Osmand Stanley  | México         | 2.00m     |       |

### Salto com vara
Final  – 5 de agosto

| Posição          | Atleta         | Nacionalidade  | Resultado | Notas |
| ---------------- | -------------- | -------------- | --------- | ----- |
| Medalha de ouro  | Russ Buller    | Estados Unidos | 5.40m     |       |
| Medalha de prata | Robinson Pratt | México         | 5.20m     |       |
| 3                | Jacob Pauli    | Estados Unidos | NH        |       |

### Salto em comprimento
Final  – 4 de agosto

| Posição           | Atleta         | Nacionalidade     | Resultado        | Notas |
| ----------------- | -------------- | ----------------- | ---------------- | ----- |
| Medalha de ouro   | Miguel Pate    | Estados Unidos    | 7.68m (+0.4 m/s) |       |
| Medalha de prata  | Aundre Edwards | Jamaica           | 7.53m (+1.6 m/s) |       |
| Medalha de bronze | Cleavon Dillon | Trinidad e Tobago | 7.45m (+1.7 m/s) |       |
| 4                 | James Sherwin  | Dominica          | 7.34m (+3.7 m/s) |       |
| 5                 | Kevin Bartlett | Barbados          | 7.18m (+2.3 m/s) |       |
| 6                 | Abel Orozco    | México            | 7.15m (+1.3 m/s) |       |
| 7                 | Iván Soberanis | México            | 6.65m (+0.0 m/s) |       |

### Salto triplo
Final  – 3 de agosto

| Posição           | Atleta           | Nacionalidade | Resultado         | Notas |
| ----------------- | ---------------- | ------------- | ----------------- | ----- |
| Medalha de ouro   | Allan Mortimer   | Bahamas       | 15.74m (+3.2 m/s) |       |
| Medalha de prata  | Gregory Hughes   | Barbados      | 15.48m (+1.8 m/s) |       |
| Medalha de bronze | Gerardo Martínez | México        | 15.43m (+3.7 m/s) |       |
| 4                 | José Santos      | México        | 14.97m (+3.6 m/s) |       |

### Arremesso de peso
Final  – 3 de agosto

| Posição           | Atleta       | Nacionalidade     | Resultado | Notas |
| ----------------- | ------------ | ----------------- | --------- | ----- |
| Medalha de ouro   | John Davis   | Estados Unidos    | 19.50m    |       |
| Medalha de prata  | Jarred Rome  | Estados Unidos    | 19.50m    |       |
| Medalha de bronze | Dave Stoute  | Trinidad e Tobago | 18.91m    |       |
| 4                 | Paulino Ríos | México            | 15.40m    |       |
| 5                 | Daniel Chapa | México            | 14.91m    |       |

### Lançamento de disco
Final  – 4 de agosto

| Posição           | Atleta                | Nacionalidade  | Resultado | Notas |
| ----------------- | --------------------- | -------------- | --------- | ----- |
| Medalha de ouro   | Casey Malone          | Estados Unidos | 59.19m    |       |
| Medalha de prata  | Jarred Rome           | Estados Unidos | 58.08m    |       |
| Medalha de bronze | Juan Manuel Martínez  | México         | 41.19m    |       |
| 4                 | Alan Moroyoqui        | México         | 39.95m    |       |
| 5                 | Raúl Alexander Rivera | Guatemala      | 39.19m    |       |

### Lançamento de martelo
Final  – 5 de agosto

| Posição           | Atleta                | Nacionalidade  | Resultado | Notas |
| ----------------- | --------------------- | -------------- | --------- | ----- |
| Medalha de ouro   | Kevin Mannon          | Estados Unidos | 67.72m    |       |
| Medalha de prata  | Raúl Alexander Rivera | Guatemala      | 59.57m    |       |
| Medalha de bronze | Carlos Valencia       | México         | 57.27m    |       |
| 4                 | Héctor Ponce de Leon  | México         | 53.12m    |       |
| 5                 | Miguel Sarquiz        | México         | 50.93m    |       |

### Lançamento de dardo
Final  – 3 de agosto

| Posição           | Atleta              | Nacionalidade  | Resultado | Notas |
| ----------------- | ------------------- | -------------- | --------- | ----- |
| Medalha de ouro   | Brian Kollar        | Estados Unidos | 71.51m    |       |
| Medalha de prata  | Javier Ugarte       | Nicarágua      | 61.58m    |       |
| Medalha de bronze | Gustavo Siller      | México         | 59.05m    |       |
| 4                 | Javier Alonso López | México         | 57.90m    |       |

### Decatlo
Final  – 3 de agosto

| Posição           | Atleta               | Nacionalidade | Pontos | Notas |
| ----------------- | -------------------- | ------------- | ------ | ----- |
| Medalha de ouro   | Maurice Smith        | Jamaica       | 7090   |       |
| Medalha de prata  | Juan Enrique Tenorio | México        | 5853   |       |
| Medalha de bronze | Alejandro Escalona   | México        | 5778   |       |

## Resultado feminino

### 100 metros
Final  – 3 de agosto

Vento: -1.6 m/s
| Posição           | Atleta             | Nacionalidade  | Tempo | Notas |
| ----------------- | ------------------ | -------------- | ----- | ----- |
| Medalha de ouro   | Angela Williams    | Estados Unidos | 11.57 |       |
| Medalha de prata  | Aleen Bailey       | Jamaica        | 11.66 |       |
| Medalha de bronze | Cydonie Mothersill | Ilhas Caimã    | 11.83 |       |
| 4                 | Yessica Torres     | México         | 11.94 |       |
| 5                 | Krysha Bayley      | Canadá         | 12.19 |       |
| 6                 | Violeta González   | México         | 12.69 |       |
| 7                 | Irma Navarrete     | Nicarágua      | 13.12 |       |

### 200 metros
Final  – 5 de agosto

Vento: -3.1 m/s
| Posição           | Atleta             | Nacionalidade | Tempo | Notas |
| ----------------- | ------------------ | ------------- | ----- | ----- |
| Medalha de ouro   | Aleen Bailey       | Jamaica       | 23.47 |       |
| Medalha de prata  | Cydonie Mothersill | Ilhas Caimã   | 23.72 |       |
| Medalha de bronze | Christine Amertil  | Bahamas       | 24.05 |       |
| 4                 | Melissa Straker    | Barbados      | 24.26 |       |
| 5                 | Yessica Torres     | México        | 24.70 |       |
| 6                 | Adwoa Gyasi        | Canadá        | 24.87 |       |
| 7                 | Tanya Oxley        | Barbados      | 25.41 |       |
| 8                 | Irma Navarrete     | Nicarágua     | 26.73 |       |

### 400 metros
Final  – 4 de agosto

| Posição           | Atleta            | Nacionalidade     | Tempo | Notas |
| ----------------- | ----------------- | ----------------- | ----- | ----- |
| Medalha de ouro   | Christine Amertil | Bahamas           | 52.65 |       |
| Medalha de prata  | Tanya Oxley       | Barbados          | 52.92 |       |
| Medalha de bronze | Tonique Williams  | Bahamas           | 53.05 |       |
| 4                 | Sherline Williams | Barbados          | 53.22 |       |
| 5                 | Adia McKinnor     | Trinidad e Tobago | 53.72 |       |
| 6                 | Samantha George   | Canadá            | 54.12 |       |
| 7                 | Gabriela Medina   | México            | 57.33 |       |
| 8                 | Irma Navarrete    | Nicarágua         | 59.67 |       |

### 800 metros
Final  – 5 de agosto

| Posição           | Atleta            | Nacionalidade  | Tempo   | Notas |
| ----------------- | ----------------- | -------------- | ------- | ----- |
| Medalha de ouro   | Elizabeth Diaz    | Estados Unidos | 2:03.59 |       |
| Medalha de prata  | Ashley Wysong     | Estados Unidos | 2:04.92 |       |
| Medalha de bronze | Sheena Gooding    | Barbados       | 2:12.92 |       |
| 4                 | Ana Lucía Hurtado | Guatemala      | 2:19.74 |       |

### 1.500 metros
Final  – 3 de agosto

| Posição           | Atleta          | Nacionalidade     | Tempo   | Notas |
| ----------------- | --------------- | ----------------- | ------- | ----- |
| Medalha de ouro   | Susan Taylor    | Estados Unidos    | 4:20.31 |       |
| Medalha de prata  | Margarita Tapia | México            | 4:27.45 |       |
| Medalha de bronze | Janill Williams | Antígua e Barbuda | 4:32.34 |       |
| 4                 | Madaí Pérez     | México            | 4:35.67 |       |

### 5.000 metros
Final  – 5 de agosto

| Posição           | Atleta           | Nacionalidade     | Tempo    | Notas |
| ----------------- | ---------------- | ----------------- | -------- | ----- |
| Medalha de ouro   | Margarita Tapia  | México            | 16:51.57 |       |
| Medalha de prata  | Janill Williams  | Antígua e Barbuda | 18:16.78 |       |
| Medalha de bronze | Guadalupe García | México            | 18:38.48 |       |

### 10.000 metros
Final  – 4 de agosto

| Posição          | Atleta           | Nacionalidade | Tempo    | Notas |
| ---------------- | ---------------- | ------------- | -------- | ----- |
| Medalha de ouro  | Guadalupe García | México        | 38:59.43 |       |
| Medalha de prata | Kary Tripp       | México        | 39:01.36 |       |

### 100 metros barreiras
Final  – 4 de agosto

Vento: -1.8 m/s
| Posição           | Atleta          | Nacionalidade   | Tempo | Notas |
| ----------------- | --------------- | --------------- | ----- | ----- |
| Medalha de ouro   | Jenny Adams     | Estados Unidos  | 13.54 |       |
| Medalha de prata  | Dalanda Jackson | Estados Unidos  | 13.87 |       |
| Medalha de bronze | Angela Whyte    | Canadá          | 14.14 |       |
| 4                 | Keitha Mosley   | Barbados        | 14.40 |       |
| 5                 | Astrid Stoopen  | Predefinição:EX | 14.55 |       |
| 6                 | Beatriz Tejeda  | México          | 15.12 |       |

### 400 metros barreiras
Final  – 3 de agosto

| Posição           | Atleta         | Nacionalidade  | Tempo | Notas |
| ----------------- | -------------- | -------------- | ----- | ----- |
| Medalha de ouro   | Tawa Babatunde | Canadá         | 57.99 |       |
| Medalha de prata  | Deniece Bell   | Canadá         | 58.30 |       |
| Medalha de bronze | Sheena Johnson | Estados Unidos | 59.81 |       |

### Revezamento 4x100 m
Final  – 4 de agosto

| Posição         | Nacionalidade | Atletas | Tempo | Notas |
| --------------- | ------------- | ------- | ----- | ----- |
| Medalha de ouro | Canadá        |         | 46.37 |       |
| 9               | México        |         | DSQ   |       |

### Revezamento 4x400 m
Final  – 5 de agosto

| Posição           | Nacionalidade | Atletas                                                           | Tempo   | Notas |
| ----------------- | ------------- | ----------------------------------------------------------------- | ------- | ----- |
| Medalha de ouro   | Barbados      |                                                                   | 3:36.58 |       |
| Medalha de prata  | Canadá        |                                                                   | 3:37.90 |       |
| Medalha de bronze | México        | Yuridia Bustamante Claudia Miranda Gabriela Medina Yessica Torres | 3:49.83 |       |

### Meia maratona
Final  – 5 de agosto

| Posição         | Atleta      | Nacionalidade | Tempo      | Notas |
| --------------- | ----------- | ------------- | ---------- | ----- |
| Medalha de ouro | Madaí Pérez | México        | 1:25:01.04 |       |

### 20 km marcha atlética
Final  – 4 de agosto

| Posição           | Atleta            | Nacionalidade  | Tempo      | Notas |
| ----------------- | ----------------- | -------------- | ---------- | ----- |
| Medalha de ouro   | Victoria Palacios | México         | 1:39:01.14 |       |
| Medalha de prata  | Sarah Stevenson   | Estados Unidos | 1:39:54.03 |       |
| Medalha de bronze | Abigail Sáenz     | México         | 1:44:50.42 |       |

### Salto em altura
Final  – 4 de agosto

| Posição          | Atleta           | Nacionalidade | Resultado | Notas |
| ---------------- | ---------------- | ------------- | --------- | ----- |
| Medalha de ouro  | Celly Martínez   | México        | 1.75m     |       |
| Medalha de prata | Yunuen Alejandri | México        | 1.60m     |       |

### Salto com vara
Final  – 3 de agosto

| Posição           | Atleta            | Nacionalidade  | Resultado | Notas |
| ----------------- | ----------------- | -------------- | --------- | ----- |
| Medalha de ouro   | Tracey O'Hara     | Estados Unidos | 4.00m     |       |
| Medalha de prata  | Dana Ellis        | Canadá         | 3.80m     |       |
| Medalha de bronze | Kristin Hagel     | Canadá         | 3.70m     |       |
| 4                 | Alejandra Meza    | México         | 3.40m     |       |
| 5                 | Jéssica Piñon     | México         | NH        |       |
| 6                 | Kathleen Donoghue | Estados Unidos | NH        |       |

### Salto em comprimento
Final  – 5 de agosto

| Posição           | Atleta            | Nacionalidade  | Resultado        | Notas |
| ----------------- | ----------------- | -------------- | ---------------- | ----- |
| Medalha de ouro   | Jenny Adams       | Estados Unidos | 6.34m (+2.0 m/s) |       |
| Medalha de prata  | Tisha Parker      | Estados Unidos | 6.32m (+5.5 m/s) |       |
| Medalha de bronze | Ayesha Maycock    | Barbados       | 6.15m (+4.0 m/s) |       |
| 4                 | Gabrielle Deshong | Canadá         | 6.08m (+1.1 m/s) |       |
| 5                 | Krysha Bayley     | Canadá         | 5.86m (+3.1 m/s) |       |
| 6                 | Gabriela Martínez | México         | 5.34m (+1.7 m/s) |       |

### Salto triplo
Final  – 4 de agosto

| Posição           | Atleta          | Nacionalidade  | Resultado         | Notas |
| ----------------- | --------------- | -------------- | ----------------- | ----- |
| Medalha de ouro   | Nicole Gamble   | Estados Unidos | 13.27m (-0.7 m/s) |       |
| Medalha de prata  | Dahlia Ingram   | Estados Unidos | 12.72m (-0.3 m/s) |       |
| Medalha de bronze | Mónica Martínez | México         | 11.98m (-0.1 m/s) |       |
| 4                 | Christian Atala | México         | 11.44m (-0.9 m/s) |       |

### Arremesso de peso
Final  – 5 de agosto

| Posição           | Atleta                       | Nacionalidade | Resultado | Notes |
| ----------------- | ---------------------------- | ------------- | --------- | ----- |
| Medalha de ouro   | Tina MacDonald               | Canadá        | 16.07m    |       |
| Medalha de prata  | Marie Josée LeJour           | Canadá        | 14.83m    |       |
| Medalha de bronze | Melissa Gibbon               | Jamaica       | 14.76m    |       |
| 4                 | Doris Thompson               | Bahamas       | 13.32m    |       |
| 5                 | María de los Ángeles Sánchez | México        | 11.94m    |       |
| 6                 | Mariana Vargas               | México        | 11.88m    |       |

### Lançamento de disco
Final  – 3 de agosto

| Posição           | Atleta             | Nacionalidade | Resultado | Notas |
| ----------------- | ------------------ | ------------- | --------- | ----- |
| Medalha de ouro   | Tina MacDonald     | Canadá        | 49.23m    |       |
| Medalha de prata  | Melissa Gibbon     | Jamaica       | 48.99m    |       |
| Medalha de bronze | Marie Josée LeJour | Canadá        | 46.41m    |       |
| 4                 | Ana Lucía Espinosa | Guatemala     | 45.67m    |       |
| 5                 | Doris Thompson     | Bahamas       | 41.65m    |       |
| 6                 | Jenny Hinojosa     | México        | 41.61m    |       |
| 7                 | Flor Acosta        | México        | 40.76m    |       |
| 8                 | Tamara Popo        | Santa Lúcia   | 32.63m    |       |

### Lançamento de martelo
Final  – 3 de agosto

| Posição           | Atleta                | Nacionalidade  | Resultado | Notas |
| ----------------- | --------------------- | -------------- | --------- | ----- |
| Medalha de ouro   | Melissa Price         | Estados Unidos | 61.83m    |       |
| Medalha de prata  | Mauren Griffin        | Estados Unidos | 60.47m    |       |
| Medalha de bronze | Violeta Guzmán        | México         | 58.84m    |       |
| 4                 | Nancy Guillén         | El Salvador    | 58.19m    |       |
| 5                 | Marie Josée LeJour    | Canadá         | 53.68m    |       |
| 6                 | Nathalie Thénor       | Canadá         | 53.59m    |       |
| 7                 | Jéssica Ponce de León | México         | 50.84m    |       |
| 8                 | Ana Lucía Espinosa    | Guatemala      | 48.88m    |       |

### Lançamento de dardo
Final  – 5 de agosto

| Posição          | Atlea               | Nacionalidade  | Resultado | Notas |
| ---------------- | ------------------- | -------------- | --------- | ----- |
| Medalha de ouro  | Kendra Wecker       | Estados Unidos | 53.18m    |       |
| Medalha de prata | Ana Érika Gutiérrez | México         | 47.28m    |       |

### Heptatlo
Final  – 4 de agosto

| Posição           | Atleta         | Nacionalidade  | Pontos | Notas |
| ----------------- | -------------- | -------------- | ------ | ----- |
| Medalha de ouro   | Tracye Lawyer  | Estados Unidos | 5557   |       |
| Medalha de prata  | Christi Smith  | Estados Unidos | 5180   |       |
| Medalha de bronze | Rocío González | México         | 4065   |       |
| 4                 | Lauren Maul    | Barbados       | 3846   |       |

Legenda
| Recorde mundial       | Recorde mundial (World record)               |                       | Recorde africano                      | Recorde africano (African) |                                           | Q | Classificado por posição (Qualified) |
| Recorde do campeonato | Recorde do campeonato (Championship record)  | Recorde da América    | Recorde da América (Americas)         | q                          | Classificado por melhor tempo (Qualified) |   |                                      |
| Melhor marca do ano   | Melhor marca do ano (World leading)          | Recorde asiático      | Recorde asiático (Asian)              | DNS                        | Não largou (Did not start)                |   |                                      |
| Recorde nacional      | Recorde nacional (National record)           | Recorde europeu       | Recorde europeu (European)            | DNF                        | Não terminou (Did not finish)             |   |                                      |
| Recorde pessoal       | Recorde pessoal do atleta (Personal best)    | Recorde da Oceania    | Recorde da Oceania (Oceania)          | DSQ / DQ                   | Desclassificado (Disqualified)            |   |                                      |
| Recorde da temporada  | Recorde da temporada do atleta (Season best) | Recorde sul-americano | Recorde sul-americano (South America) | NM                         | Sem marca (No mark)                       |   |                                      |